# Estadio Marcelo Bielsa
Estadio Marcelo Bielsa is een multi-functioneel sportstadion in Rosario, Argentinië. Het stadion heette tussen 1911 en 2010 Estadio Newell's Old Boys en heeft als bijnaam 'El Coloso del Parque'. 
Het stadion heeft een capaciteit van 38.095 zitjes. Het werd gebouwd in 1911. Het is de thuishaven van voetbalclub CA Newell's Old Boys. Er vonden renovaties plaats in 1929, 1979, tussen 1996 en 1997 en 2009.